# Sacy-le-Petit
Sacy-le-Petit is een gemeente in het Franse departement Oise (regio Hauts-de-France) en telt 574 inwoners (2005). De plaats maakt deel uit van het arrondissement Clermont.

## Geografie
De oppervlakte van Sacy-le-Petit bedraagt 7,4 km², de bevolkingsdichtheid is 77,6 inwoners per km².
De onderstaande kaart toont de ligging van Sacy-le-Petit met de belangrijkste infrastructuur en aangrenzende gemeenten.

## Demografie
Onderstaande figuur toont het verloop van het inwonertal (bron: INSEE-tellingen).